# Aleja Powstańców Warszawy w Rzeszowie
Aleja Powstańców Warszawy w Rzeszowie − jedna z głównych ulic miasta Rzeszowa, będąca jednocześnie tzw. obwodnicy południowej miasta Rzeszowa.
Pierwsza część alei (od skrzyżowania z al. T. Rejtana i al. gen. Sikorskiego do skrzyżowania z ul. Podwisłocze i ul. E. Kwiatkowskiego), stanowi swoistą granicę pomiędzy dzielnicą Nowe Miasto, a dzielnicą Drabinianka.